# Uznam

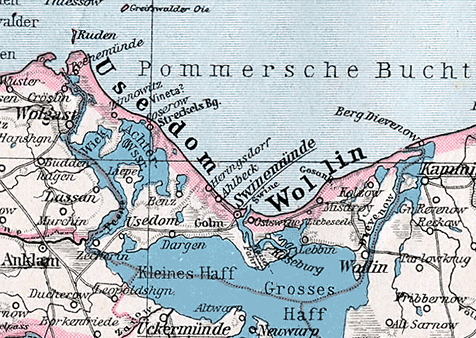
Mapa powiatu Usedom-Wollin z r. 1905
(niem. Landkreis Usedom-Wollin)

Uznam (niem. Usedom) – wyspa przybrzeżna na Bałtyku na pograniczu Polski (województwo zachodniopomorskie) i Niemiec (powiat Vorpommern-Greifswald, Meklemburgia-Pomorze Przednie), zamykająca od północnego zachodu Zalew Szczeciński.
Powierzchnia 445 km², z czego w Polsce około 72 km²; silnie rozczłonkowana, z licznymi półwyspami. Od lądu stałego oddziela wyspę cieśnina Piana, od wyspy Wolin – cieśnina Świna, natomiast sztucznie wykonany pod koniec XIX wieku Kanał Piastowski oddzielił od Uznamu wyspę Karsibór. Najwyższym szczytem jest Golm (69 m n.p.m.), położony przy granicy po niemieckiej stronie, tuż przy części Świnoujścia – Paprotnie.
Z roczną średnią z 1906 godzin słonecznych, Uznam jest jednym z najbardziej słonecznych regionów w Niemczech i dlatego tam bywa określany mianem Wyspy Słońca (niem. Sonneninsel).

## Powstanie wyspy
Materiał, z którego powstała wyspa, został przywleczony ze Skandynawii przez lądolód. Lodowcom wyspa zawdzięcza też swoje ukształtowanie – jeziora, wyspy, urwiska i wzgórza morenowe. Są tu też utwory z końcowego okresu zlodowacenia – płaskie niziny i faliste wzgórza, obecnie pokryte urodzajnymi glebami. Innym czynnikiem kształtującym wyspę były wody – rzeki transportujące i osadzające materiał skalny.
Przed ok. 12 tys. laty powstało Morze Bałtyckie, początkowo jego poziom był ok. 20 m niższy od obecnego. Uznam był wtedy półwyspem porośniętym tundrą. Wtedy też zostały przez wiatr ukształtowane wydmy, których pozostałości istnieją do dziś.
6 tys. lat temu poziom wód podniósł się znacznie; powstał wtedy Zalew Szczeciński. Jego połączenie z Bałtykiem było bardzo szerokie, lecz przez następne tysiąclecia zjawiska akumulacyjne spowodowały powstanie wysepek, następnie mierzei i innych składników obecnej wyspy.

## Toponimia
Słownik geograficzny Królestwa Polskiego (t. 7, 1886) rejestruje polską nazwę Orzna. Nazwa Orzna była używana także w 1938. W 1904 Antoni Rehman użył nazwy Uzna. W 1945 w akcie urzędowym użyto nazwy Uzdam. W 1949 ustalono urzędowo polską nazwę Uznam.

## Prehistoria
Obecność człowieka stwierdzono na Uznamie już w młodszej epoce kamiennej (4000 p.n.e.–1800 p.n.e.) – z tego okresu pochodzi 11 znalezionych kamiennych grobów. W epoce brązu (1800 p.n.e.–800 p.n.e.) wyspa była już stosunkowo gęsto zasiedlona – świadczy o tym prawie 100 odkrytych osad i grodzisko w rejonie góry Golm. Zamieszkująca tu ludność pochodzenia germańskiego z niejasnych przyczyn opuściła wyspę ok. roku 400 n.e., a na jej miejsce napłynęli Słowianie.

## Historia
W roku 1128 władający wyspą pomorski książę Warcisław I przyjął chrzest z rąk biskupa Ottona z Bambergu. Ok. 1155 powstał norbertański klasztor w Grobi, który w 1309 został przeniesiony do wsi Pudagla (Podgłowa). Istniał także klasztor cysterek w Krummin (bud. 1302/1303 fundacji Bogusława IV) filialny wobec klasztoru w Wolinie. W krótkim czasie dobra klasztorne objęły prawie całą wyspę i stan taki trwał do czasów reformacji, kiedy to zostały przejęte przez książąt pomorskich.
Burzliwe losy przeżywał Uznam w czasie wojny trzydziestoletniej – 26 czerwca 1630 w Peenemünde u ujścia Piany wylądował król szwedzki Gustaw Adolf, a po wojnie wyspa dostała się pod panowanie szwedzkie. Po zakończeniu III wojny północnej w roku 1720 za kwotę 2 mln talarów odkupił ją Fryderyk Wilhelm I. W roku 1740 Fryderyk II Wielki rozbudował świnoujski port.
Przed II wojną światową w Peenemünde został zbudowany poligon doświadczalny służący do badań nad pociskami V-1, później także V-2.

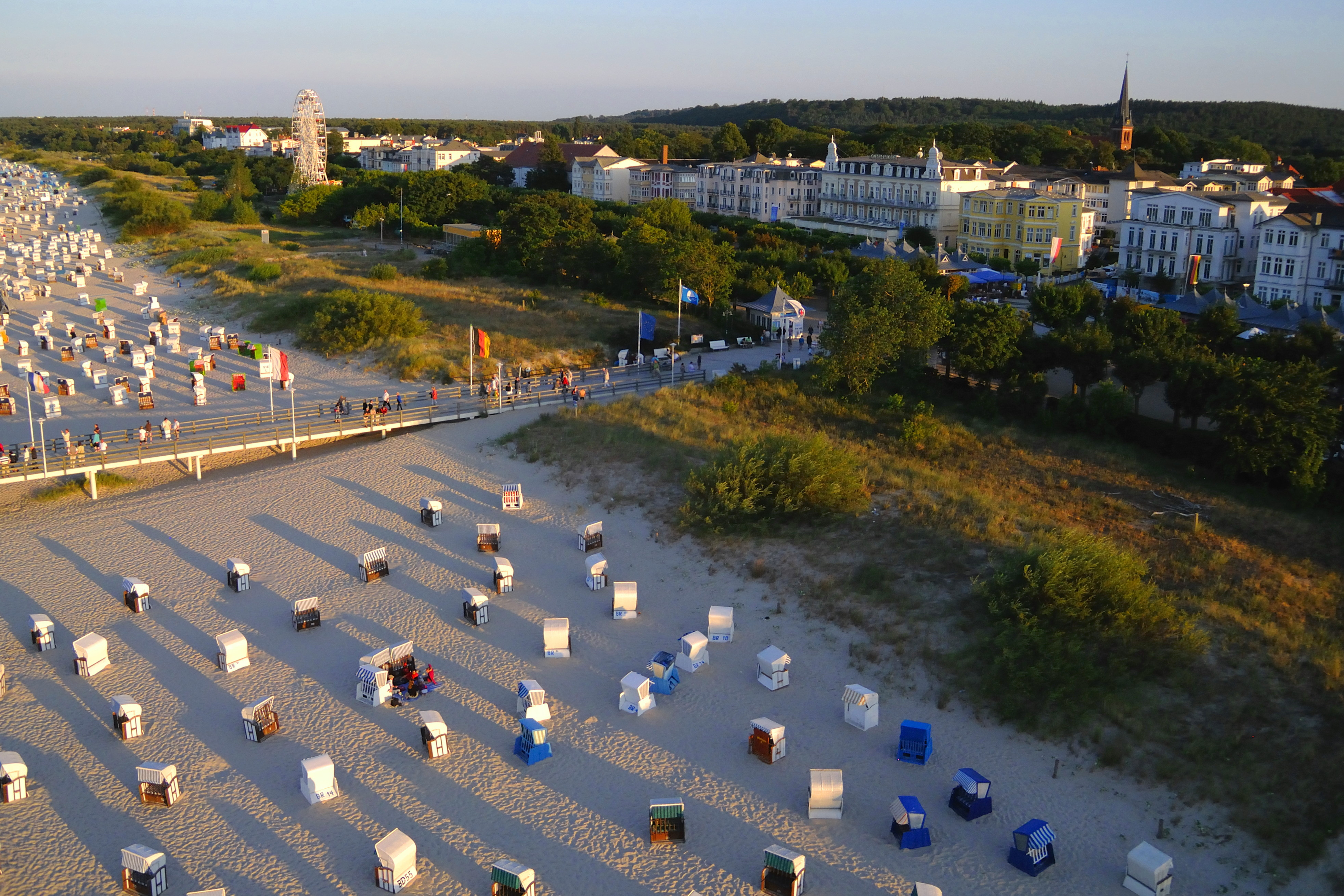
Ahlbeck

## Park Krajobrazowy Wyspy Uznam

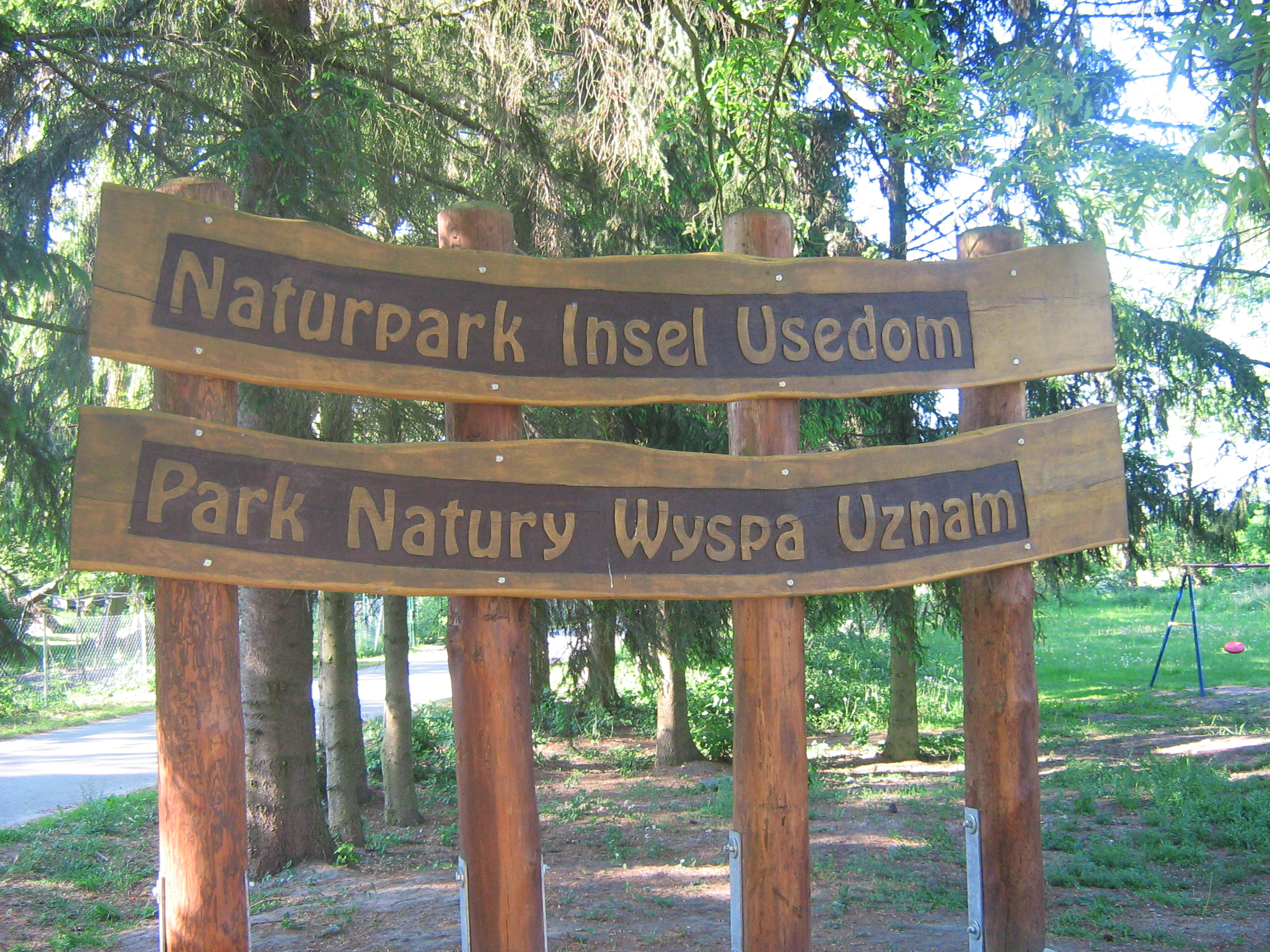

Park Krajobrazowy Wyspy Uznam (niem. Naturpark Insel Usedom) znajduje się w niemieckiej części Uznamu. Obejmuje tereny wyspy, stałego lądu i wód Piany. W jego skład wchodzi 9 rezerwatów o powierzchni ponad 3 km²:
- Mümmelkenmoor (głębokie torfowisko)
- Halbinsel Gnitz (brzeg klifowy i wydmy)
- Insel Böhmke und Werder (kolonie mewy śmieszki i rybitwy zwyczajnej)
- Wockinsee (jezioro przybrzeżne i torfowiska)
- Gothensee und Thurbruch (jezioro Chotom i Turza – pastwiska z suchoroślami)
- Halbinsel Cosim (wydmy, trzcinowiska, lasy olchowe)
- Peenemünder Haken, Struck und Insel Ruden (słone łąki i wydmy, miejsce wylęgu i wypoczynku ptaków)
- Großer Wotig (słonawe łąki, torfowiska wysokie, lęgowisko ptaków morskich)
- Golm (góra Chełm – morena czołowa, klif porośnięty buczyną)

## Turystyka
Na wyspie Uznam znajdują się miejscowości wypoczynkowe i uzdrowiskowe, m.in. Świnoujście, Seebad Ahlbeck, Seebad Bansin (Bądzin), Seebad Heringsdorf (Cieszęcin), Zinnowitz (Czyż). Znajduje się tu wiele ośrodków wypoczynkowych i sanatoriów. Walory turystyczne podnoszą mola i wieże widokowe. Są doskonałe warunki i infrastruktura do uprawiania turystyki rowerowej. Powstało kilka placów zabaw dla dzieci z miniaturami statków pirackich itp. Komunikację zapewniają:
- port lotniczy Heringsdorf w pobliżu wsi Zirchow i Garz (Sieraków i Grodziszcze)
- sieć linii autobusowych
- lokalna kolej – Usedomer Bäderbahn
- droga krajowa nr 93
- drogi krajowe nr 110 i 111.

W 2007 oddano do użytku przejście graniczne Świnoujście-Garz. Wykonano prace związane z przedłużeniem linii kolejowej UBB do Świnoujścia, w tym wybudowaniem stacji Świnoujście Centrum. 20 września 2008 roku oficjalnie otworzono nowy odcinek i rozpoczęto przewozy pasażerskie (zob. Świnoujście).

## Galeria

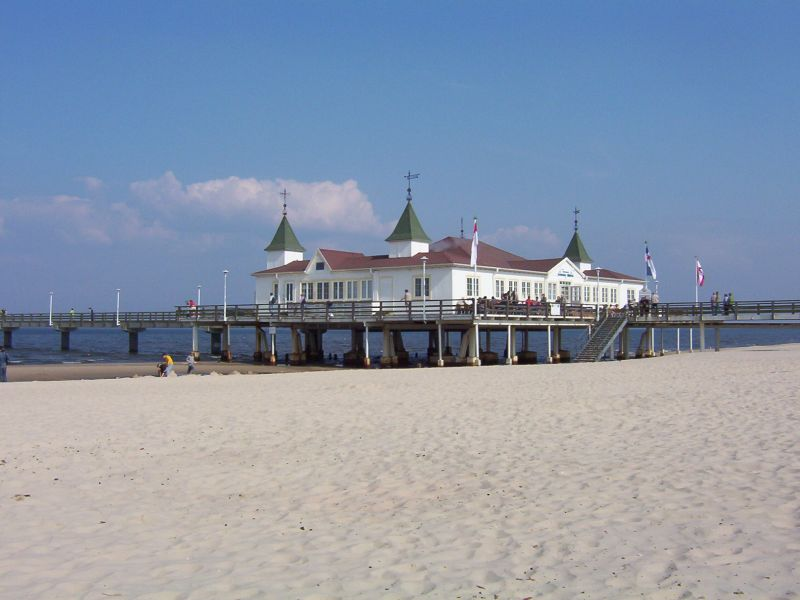
Ahlbeck molo
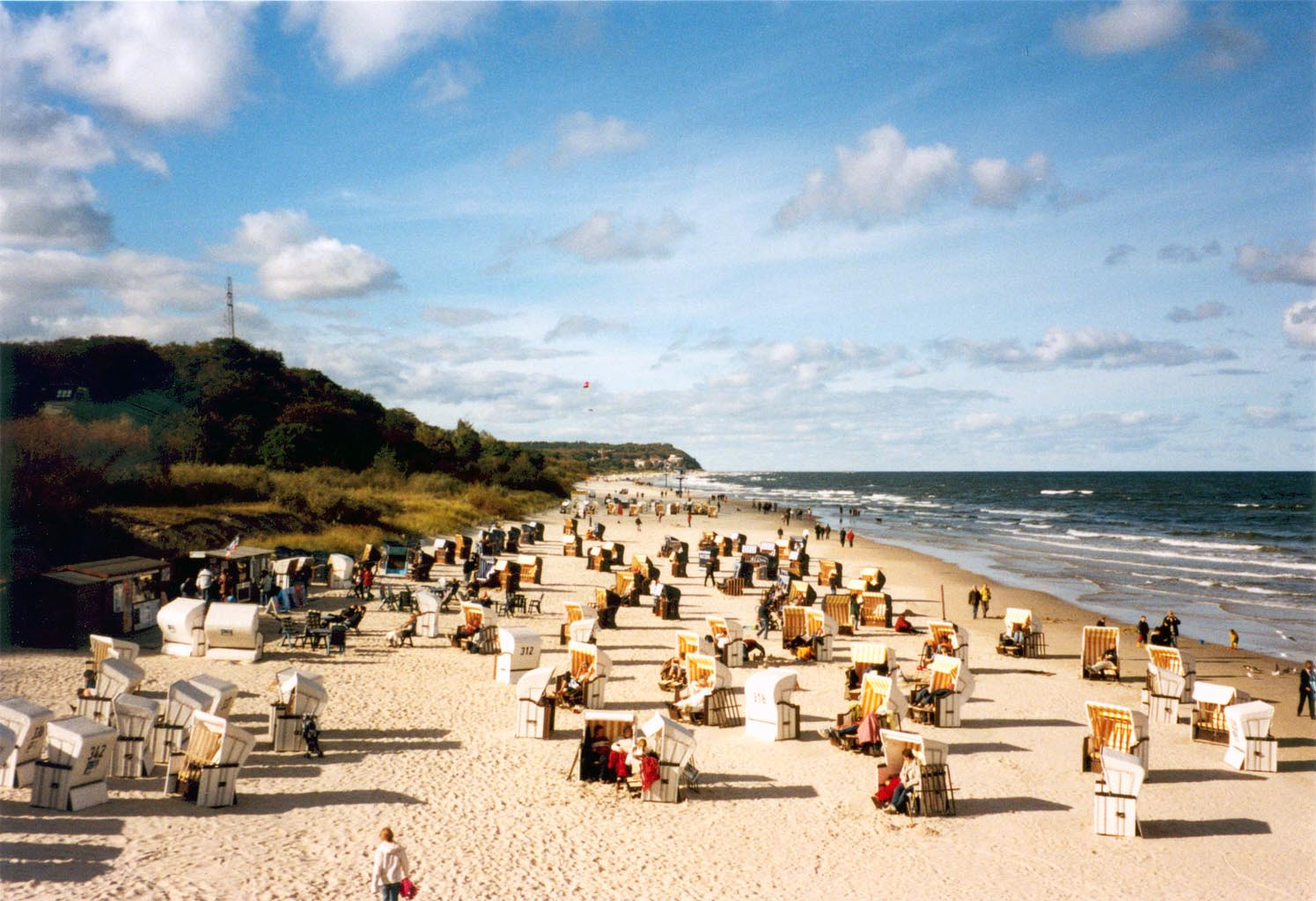
Plaża Heringsdorf
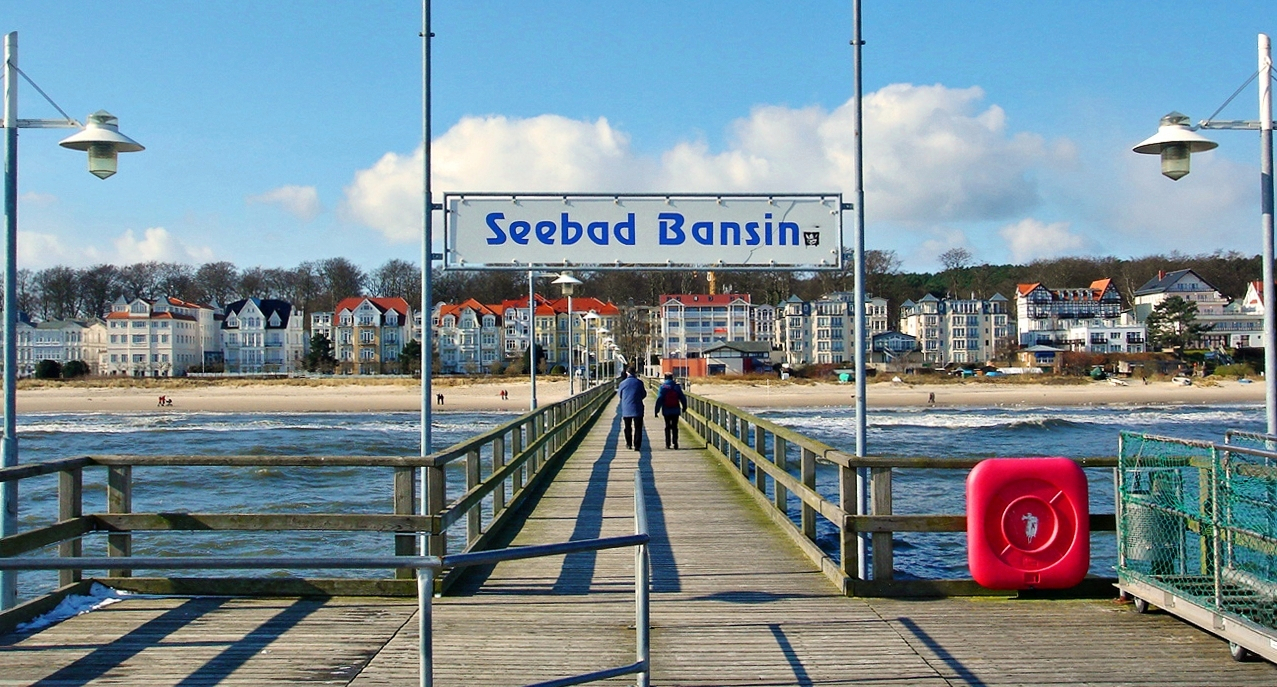
Bansin, promenada z molo
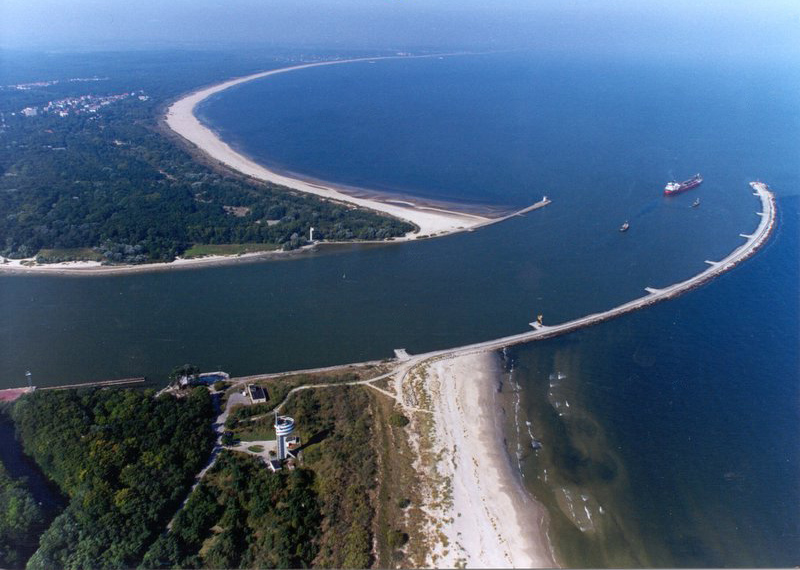
Wejście do portu w Świnoujściu (ujście Świny – na lewo plaża na wyspie Uznam, na prawo plaża na wyspie Wolin)